# ستان فيشلر
ستان فيشلر (بالإنجليزية: Stan Fischler)‏ هو كاتب حول الرياضة ومؤرخ وكاتب أمريكي، ولد في 31 مارس 1932 في بروكلين في الولايات المتحدة.